# 帕帕韋斯特雷機場
帕帕韦斯特雷机场是1座位於蘇格蘭奧克尼群島柯克沃爾機場以北41 km（25 mi）的民用機場。帕帕韦斯特雷机场獲頒英國民用航空管理局的民用航空許可證（證號：P542）授權奧克尼群島議會可以經營機場的客、貨運業務與飛行學校業務，但是未獲得夜間營運的許可。
洛根航空營運往來帕帕韦斯特雷机场和韦斯特雷机场的航线，該段航程僅2.8 km（1.7 mi），由停機坪滑出、滾行、起飛到降落整個過程一般可以在2分鐘完成，平均需要80秒，順風時更只要53秒。

## 航空公司與目的地
| 航空公司 | 目的地                         |
| -------- | ------------------------------ |
| 洛根航空 | 柯克沃爾、北羅納德賽、韦斯特雷 |

## 註解
1. 1 2  .   [2 February 2015]. （原始内容存档于2020-11-11）.
2. ↑  . terms.naer.edu.tw.   [2022-07-29]. （原始内容存档于2022-07-29）.
3. ↑   (PDF). Civil Aviation Authority.   [2018-10-24]. （原始内容 (PDF)存档于2018-04-06） （英语）.
4. ↑  . TVBS新聞網. 2018-10-20 （中文（臺灣））.[永久]
5. ↑  . Westray & Papa Westray Tourist Association.   [2018-10-24]. （原始内容存档于2018-10-24） （英语）.

## 外部連結
- 奧克尼群島議會
- YouTube上的Shortest Flight Video